# Aurubis
Aurubis AG — немецкая металлургическая компания, крупнейший производитель меди в Европе и крупнейшая в мире компания по вторичной переработке меди.
Штаб-квартира компании располагается в Гамбурге, Германия.

## История
Старейшим предшественником компании было предприятие по выплавке серебра и золота, основанное в 1770 году в Гамбурге португальским евреем Маркусом Саломоном Бейтом (Marcus Salomon Beit). Вскоре у предприятия установились тесные отношения с городским банком Hamburger Bank, а Гамбург в конце XVIII века стал европейским центром торговли серебром. В середине XIX века предприятие, которое а то время называлось L.R. Beit & Co., решило расширить деятельность в выплавку меди, спрос на которую быстро рос в связи с началом индустриализации Германии. В качестве партнёра был привлечён торговец Иоганн Цезарь Годефруа, который начал поставлять медную руду из Южной Америки, а позже из Австралии и Швеции. В результате неблагоприятного стечения обстоятельств в 1865 году предприятие обанкротилось.
В 1857 году также в Гамбурге был основан Norddeutsche Bank (Севернонемецкий банк), одним из его соучредителей был Годефруа. По его инициативе банк приобрёл предприятие семьи Бейтов и на его основе 28 апреля 1866 года учредил акционерное общество Norddeutsche Affinerie (NA, «Севернонемецкая плавильня»). В 1870 году умер Фердинанд Бейт, последний представитель семьи Бейт, который принимал участие в деятельности компании, хотя его сын Альфред Бейт стал успешным торговцем алмазами.
В 1871 году, в связи с введением золотого стандарта, NA получила заказ на переплавку всех старых серебряных монет, которые имели хождение на территории Германии; под этот заказ пришлось расширять производство. В 1874 году работавший в компании химик Эмиль Вольвилль разработал процесс Вольвилля, электролитический способ получения сверхчистого золота, а в следующем году — методы электрохимического разделения серебра и меди. В 1876 году начал работу цех по электрохимическому извлечению меди, производивший по 21 кг меди в час. Эти разработки дали компании значительное техническое превосходство над конкурентами. В 1910 году был открыт новый завод по выплавке меди, для чего были привлечены два новых инвестора, промышленная группа Metallgesellschaft и химическая компания Degussa. Как в Первую, так и во Вторую мировую войну NA была одной из ключевых компаний экономики Германии, производя широкий спектр цветных и драгоценных металлов, а также сплавов, пестицидов и других химикатов. В феврале 1945 года последняя плавильня компании прекратила работу из-за нехватки рабочих, топлива и электроэнергии. Однако по окончании войны её оборудование не попало в список репараций, поскольку одним из акционеров NA с 1928 года была британская British Metal Corporation, уже в 1948 году предприятия работали на полную мощность. В 1949 году было открыто новое предприятие по непрерывному литью меди.
В конце 1950-х годов компания столкнулась с нехваткой рабочих, желавших работать на металлургических предприятиях, для решения проблемы пришлось начать нанимать иностранцев (гастарбайтеров), к середине 1970-х годов их доля составляла около 40 % от всех рабочих. В 1963 году была поглощена медеплавильная компания Zinnwerke Wilhelmsburg, а в 1968 году — компания по переработке медных кабелей CABLO, обе также базировалась в Гамбурге. В 1972 году был открыт новый металлургический комбинат, который начал производство широкого спектра изделий из меди. В 1987 году крупнейшим акционером стала австралийская горнодобывающая компания Mount Isa Mines, она выкупила долю British Metal Corporation и часть доли Degussa. В июне 1998 года NA стала публичной компанией, разместив свои акции на Франкфуртской фондовой бирже. В 1999 году был поглощён второй крупнейший производитель меди в Германии, компания Hüttenwerke Kayser (в основном специализировалась на переработке вторичной меди). В 2002 году был куплен ещё один производитель медных изделий, Prymetall; консолидация отрасли была связана с ростом цен на энергоносители, большими расходами на снижение выброса токсичных отходов, значительными колебаниями спроса на медь.
В 2008 году Norddeutsche Affinerie поглотила бельгийскую компанию Cumerio и в марте 2009 по решению акционеров была переименована в Aurubis (от лет. aurum — золото и rubrum — красный). Первым приобретением вне Европы стала базирующаяся в США компания Luvata Buffalo в 2011 году.
В августе 2023 года была выявлена крупная недостача в одном из филиалов компании, которая оценивалась в сотни миллионов долларов.

## Собственники и руководство
Крупнейшим акционером является немецкая сталелитейная компания Salzgitter, ей по состоянию на 2023 год принадлежало 29 % акций.
Председателем наблюдательного совета является Фриц Фаренхольд (Fritz Vahrenholt, род. 8 мая 1949 года).
Главным исполнительным управляющим и председателем правления является Роланд Харингс (Roland Harings).

## Деятельность
Основной продукцией компании являются медь в стержнях, медная проволока, различные промышленные и декоративные изделия из меди. Также компания производит драгоценные металлы, получаемые из медных концентратов, серную кислоту, силикат железа, селен, осуществляет переработку вторичной меди.
Основные производственные мощности в Германии находятся в Гамбурге и Штольберге. Помимо Германии предприятия компании имеются в США (Буффало), Болгарии (Пирдоп), Финляндии (Пори), Италии (Авеллино). Предприятия по переработке вторичных металлов расположены в Бельгии (Олен и Берсе), Германии (Люнен), Испании (Беранго) и США (Ричмонд).
По доле в выручке за 2021/22 финансовый год основными регионами деятельности были Германия (35 %), другие страны Евросоюза (36 %), остальная Европа (9 %), Азия (10 %), Америка (4 %).